# Sebastian Münster
Sebastian Münster —escrito también en alemán como Sebastian Muenster— (Nieder-Ingelheim, 20 de enero de 1488-Basilea, 26 de mayo de 1552) fue un prolífico cosmógrafo y hebraísta alemán. Aparecía un retrato de él como rector de la Universidad de Basilea en el reverso de los billetes de 100 marcos alemanes en circulación desde 1962 hasta 1997, justo antes de la incorporación del euro. Por sus conocimientos que abarcan diversas disciplinas es considerado un polímata.

## Biografía
Münster nace en la pequeña ciudad alemana de Nierder-Ingelheim —que pertenece al Palatinado Renano, cerca del Rin entre Maguncia y Bingen— el 20 de enero de 1488; su padre se llamaba Andreas Münster y era granjero. En su ciudad goza de la educación básica —trivium— antes de que en el año 1505, a la edad de 16 años, entrara a la Orden Franciscana y fuera a estudiar a la ciudad de Heidelberg el quadrivium en la Universidad de Heidelberg. En 1507 fue a Lovaina, donde fue alumno de Johannes Stoeffler (1452-1531) y allí continuó su educación en matemáticas, geografía y astronomía.
Al cabo de unos años se desplazó a Friburgo, donde muy posiblemente adoptó su pasión por el estudio del hebreo. Para sus estudios hebreos conoció al erudito judío Elias Levita (1469-1549). En Pforzheim fue ordenado sacerdote en el año 1512.
Fue catedrático de hebreo en la universidad reformada de Basilea, y allí pasó el resto de sus días.

## Obra

### Estudios de lengua hebrea
Su trabajo de investigación en la lengua hebraica es muy numerosa, se puede decir que S. Münster es en Alemania el primero que publicó traducciónes de los libros hebreos a la lingua franca de su tiempo, el latín. Enumeramos algunos de sus tratados.
- Dictionarium hebraicum, 1523
- Institutiones grammaticae, 1524
- Elia Levita, Grammatica hebraica absolutissima, 1525
- Accentuum hebraicorum compendium, 1525
- Tabula omnium coniugationum, 1525
- Institutio elementaria, 1525
- Elia Levita, Capitula cantici, 1527
- Moses Maimonides, Logica sapientis Rabbi Simeonis, 1527
- Kalendarium hebraicum, 1527
- Dictionarium chaldaicum, 1527
- Chaldaica grammatica, 1527
- Proverbia Salomonis, 1520

### Astronomía
- Cosmographia universalis (1544)
- De radio astronomico et geometrico liber / Rainer Gemma Frisius; Johann Spangenberg; Sebastian Münster. - Lutetiae, 1558
- Organa planetarum - Basileae, 1536
- Die Planetentafeln - Zürich

### Gnomónica
En gnomónica hizo varias investigaciones y publicó varios libros en los que detalla con abundantes gráficos cómo se construye un reloj de sol. En ninguno de los libros que publicó sobre gnomónica se dedicó a realizar demostraciones de los pasos realizados para su construcción, hasta que en el siglo XVII Clavius describe algunos de los pasos de Münster con detalladas demostraciones geométricas.
- Erklerung des newen Instruments der Sunnen, Oppenheim 1528
- Erklerung des newen Instruments über den Mon, Worms 1529
- Compositio horologiorum, 1531
- Horologiographia, 1533
- Cánones super novum instrumentum luminarium, 1534
- Organum Uranicum, 1536
- Fürmalung und künstlich beschreibung der Horologien, 1537
- Compositio horologiorum, in plano, muro, truncis, anuto, concavo, cylindro et quadrantibus. - Basileae, 1531

### Cartografía

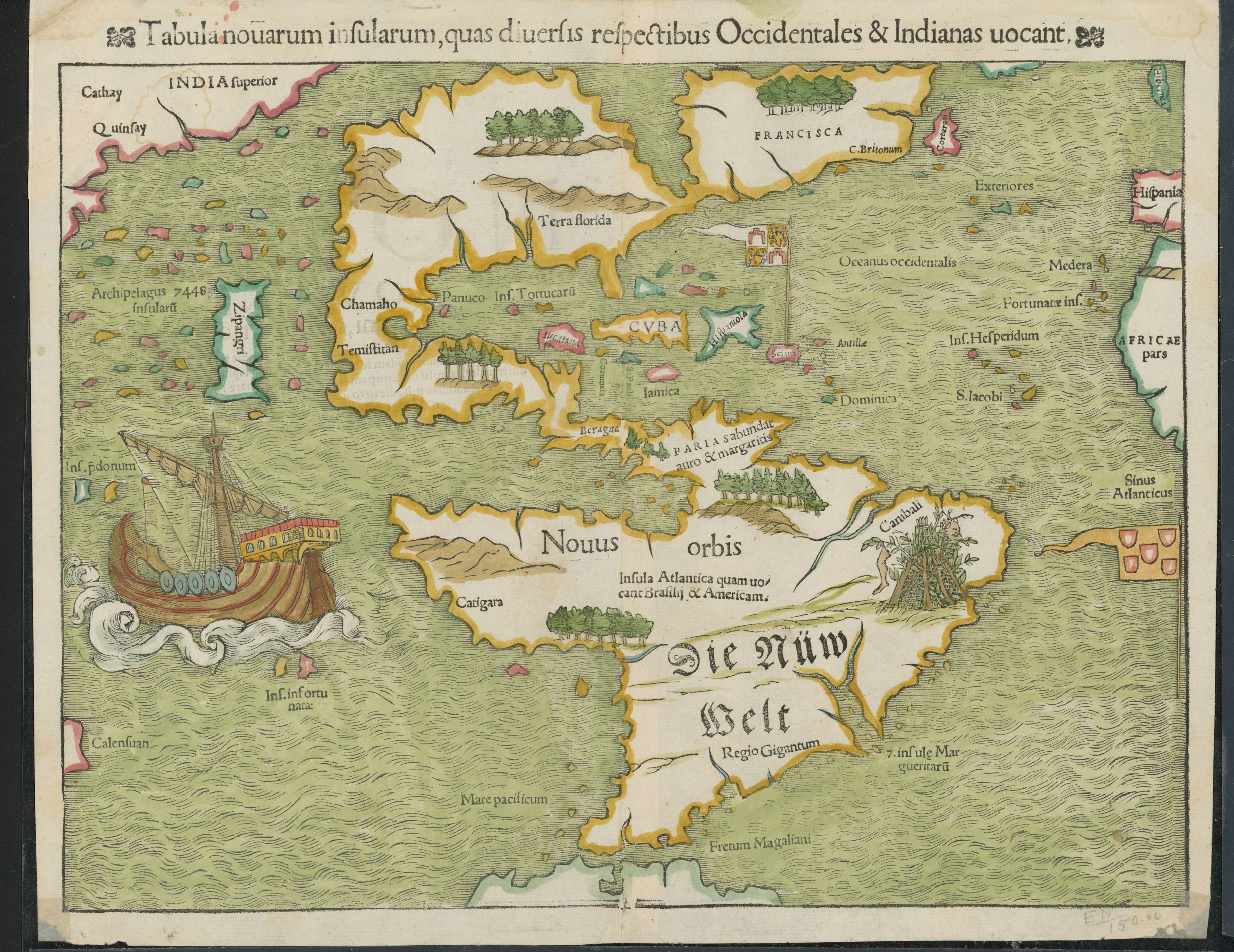
Münster, Tabula Novarum Insularum, 1540

- Weltkarte und Erklärung ders. (Typi cosmographici et declaratio et usus), in: Simon Grynäus, Novus orbis, 1532
- Mappa Europae, 1536